# Turdoides sharpei
Turdoides sharpei е вид птица от семейство Leiothrichidae.

## Разпространение
Видът е разпространен в Бурунди, Демократична република Конго, Кения, Руанда, Танзания и Уганда.